# Nagylevelű hárs

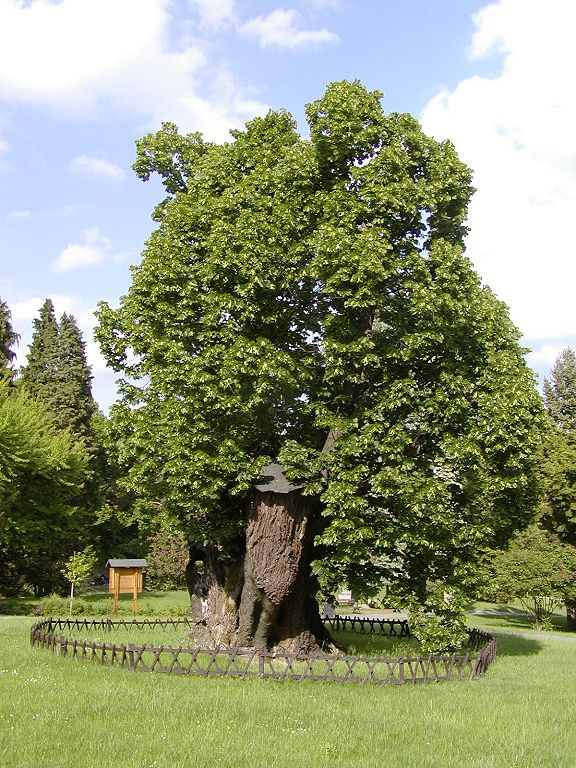
Mátyás király hársfája Bajmócon

A nagylevelű hárs (Tilia platyphyllos) a  mályvafélék (Malvaceae) családjába tartozó hárs nemzetség egyik, a Kárpát-medencében is honos faja. Egy idős példánya a ötvöskónyi hárs.

## Elterjedése, élőhelye
Főképpen Közép- és Dél-Európában elterjedt faj. A Kárpát-medencében jellegzetesen elegyfa, amely főleg gyertyános-tölgyesekben és ártéri ligeterdőkben gyakori. Domináns fajjá (a magas kőrissel közösen) csak a sziklai és törmeléklejtő-erdőkben:
- sziklai sztyepperdő (Tilio-Fraxinetum)
- hársas törmeléklejtő-erdő (Mercuriali-Tilietum)

válik.

## Megjelenése
30–40 m magasra nő. Koronája fiatal korában szép kúpos, később boltozatosan magasra tör. Sudara szétágazik, ágai meredeken felfelé állnak, de a korona alsó részén a fa idős korában lehajlanak. Finom repedésekkel és hosszanti barázdákkal tarkított kérge sötétszürke vagy fakóbarna. Zöldespiros vesszői a hajtáscsúcs közelében ritkásan bársonyosan szőrösek; a szőrzet idővel lekopik.
A szinte talaj nélküli törmeléklejtőkön nemcsak szétterpeszkedő, a felszínen kígyózó gyökerei tartják meg, hanem lehajló ágai is meggyökeresednek és ágtörzzsé fejlődnek; így akár már egy-egy fa is kisebb ligetté fejlődhet.
Vörösbarna, hosszúkás tojásdad, lekerekített csúcsú rügyei a vesszőhöz képest nagyok, és két, eltérő méretű csupasz rügypikkely fedi őket. Váltakozó állású, kerekded, ferde szív alakú leveleik csúcsa kihegyesedik. A mintegy két centiméter hosszú, hengeres levélnyél a levéllemezt két szabálytalan részre osztó levélérben folytatódik. A mindkét oldalán fényes, 8–10 cm széles és akár 15 cm hosszúra is megnövő, élénkzöld levél széle szabálytalanul fűrészes. Amikor kihajt, kissé ráncos – ilyenkor színét ritkás, bársonyos szőrzet borítja, de ez idővel lekopik. Fonákán az érzugokban fehér szőrpamacsok nőnek.
2–5 (legfeljebb 6, rendszerint 3) virágból álló bogernyő virágzata a levelek hónaljából nő. A virágzat szára hat-nyolc centiméter hosszú, sárgászöld. A kellemes illatú virágok a többi hárshoz hasonlóan hosszúkás, ép szélű fellevélhez csatlakozó bogernyőben nyílnak. A zöldes árnyalatú csésze- és a sárgás sziromlevelek is kissé kanalasak A virágok öttagúak: öt-öt csésze- és sziromlevéllel. Számos, egyenes porzója túlnyúlik a takaróleveleken, egyenes bibeszála a porzóknál kissé rövidebb. Portokja világossárga, magháza felső állású, szőrös. A bibe is ötágú.
Gömb alakú makkja bordás, a bibeszál maradványaként kis, hegyes szárban végződik. Az érett termések a virágszárhoz nőtt, repítő murvalevéllel együtt, jellegzetesen pörögve esnek le, és a szél messzire elhordhatja őket.

## Életmódja
A párásabb, hűvösebb klímát kedveli, ennek megfelelően erdeinkben főleg a hűvösebb, északi oldalakon és a szurdokvölgyekben nő. Leveleinek mérete jelentősen függ a termőhely vízellátásától és a hajtás jellegétől: olyannyira, hogy egy üde talajon élő kislevelű hárs tősarjain a levelek akár nagyobbak is lehetnek a szárazabb körülmények között élő nagylevelű hárs lombkoronájának szélén növő napfényleveleknél.
Az egyik legkorábban virágzó hárs; virágai június elején nyílnak: a középsők hamarább, a szélsők később.

## Felhasználása
Lásd a kislevelű hársnál.

## Alfajai
- Tilia platyphyllos ssp. pseudorubra